# De Hoop (Keldonk)

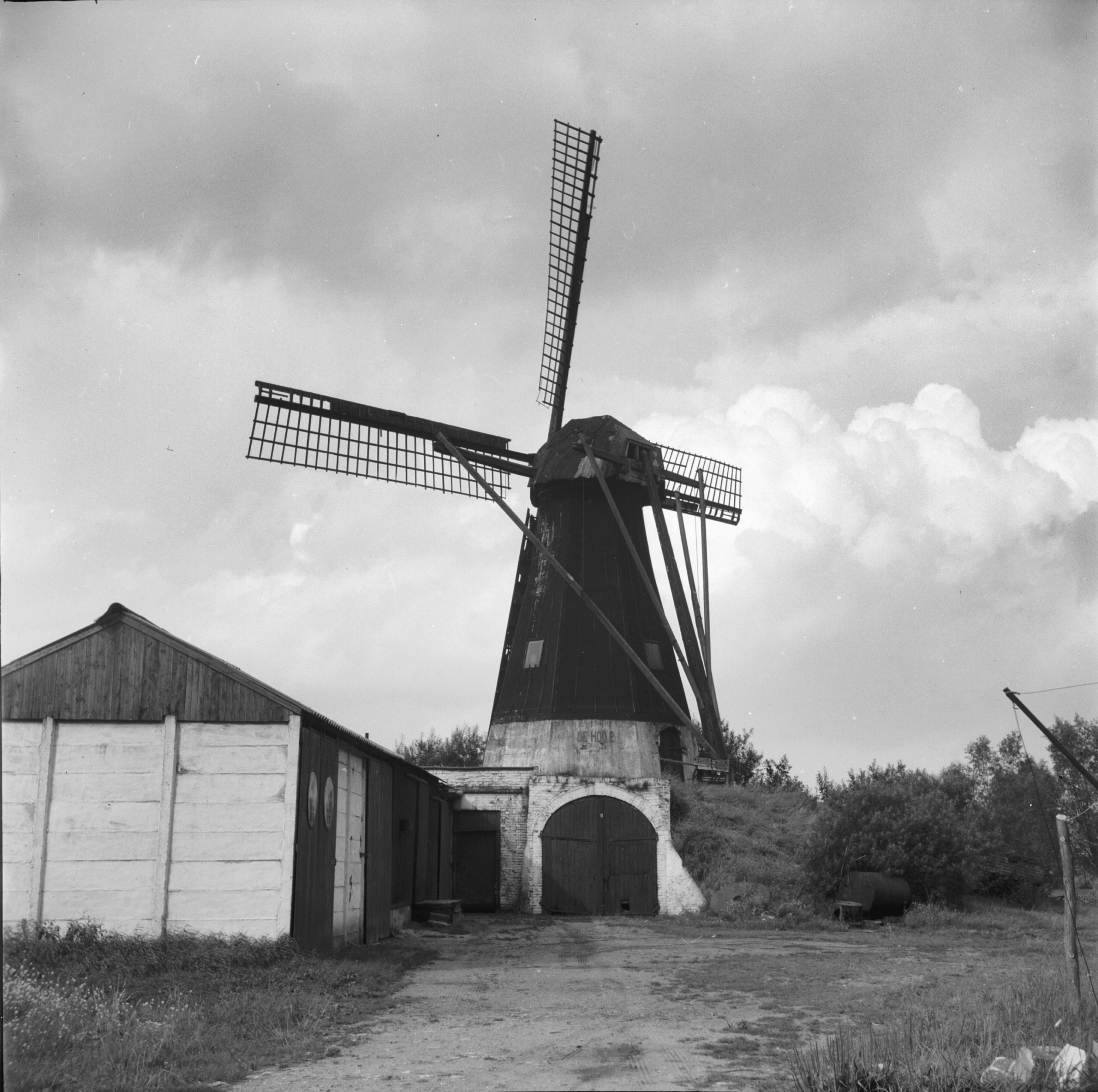
De Hoop in 1963

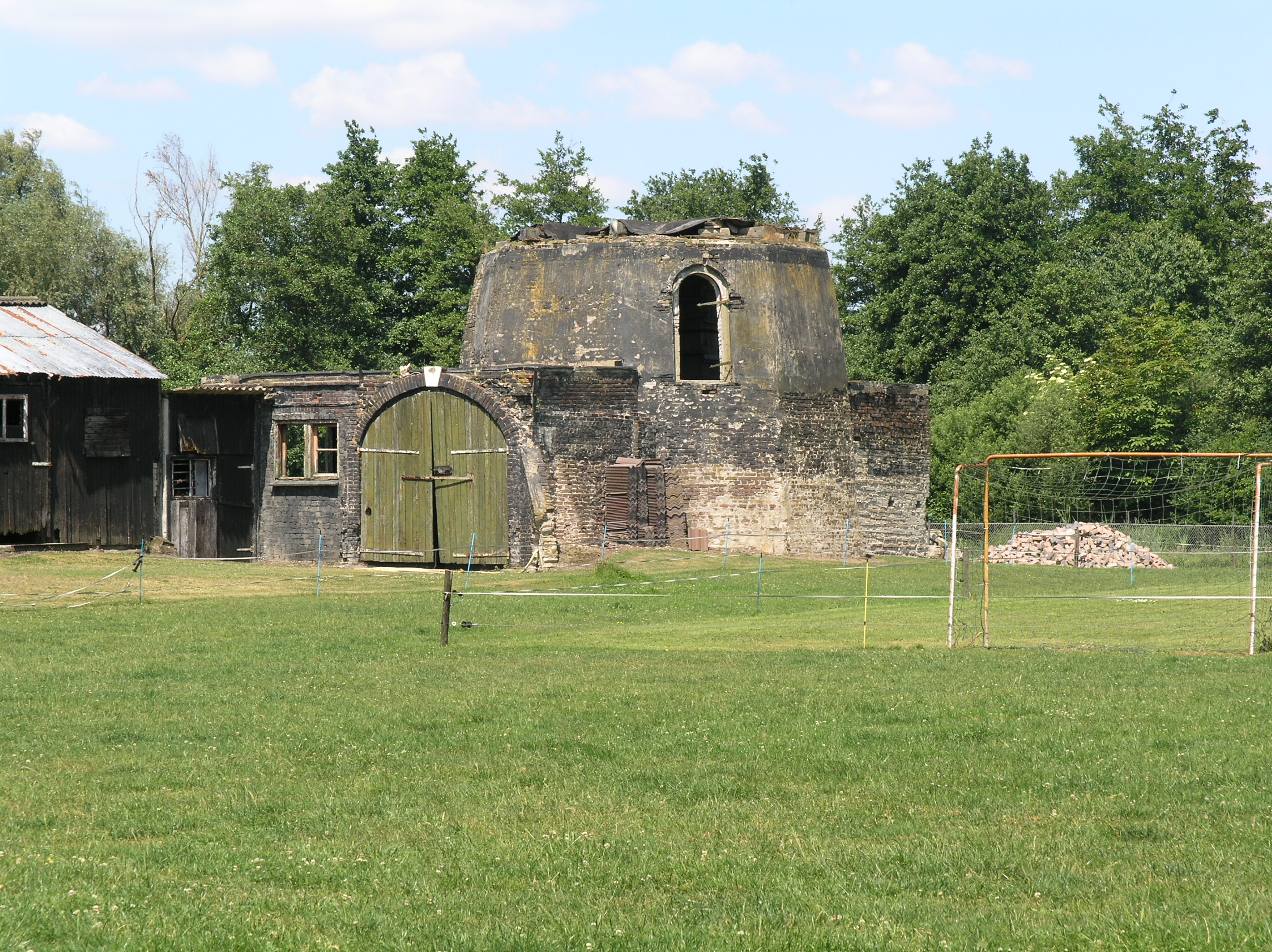
De Hoop in 2009

De Hoop is de naam van een achtkante met dakleer beklede beltmolen aan De Roost 15a te Keldonk, die dienstdoet als korenmolen. Na de sloop van de molen in 1972 resteerde de stenen onderbouw, welke tussen 2011 en 2016 is gerestaureerd. De herbouwde achtkante houten bovenbouw is in 2017 op de onderbouw geplaatst, waarna de molen begin 2018 weer bedrijfsvaardig is gemaakt.

## Geschiedenis
De molen werd gebouwd in 1849 en wel aan de Oude Molenweg in het dorp De Wilp in de provincie Groningen. Deze molen stond zo'n kilometer uit het dorpscentrum. De eigenaar van ervan vond dit rond de eeuwwisseling te ver en liet in 1901 in het centrum van het dorp een andere molen bouwen. Hij verkocht vervolgens de oorspronkelijke molen, De Hoop, in 1903 aan Christiaan Raaijmakers uit Aarle-Rixtel, die de molen in Keldonk heroprichtte. Daar kreeg de molen ook de huidige naam, vermoedelijk vernoemd naar een nabijgelegen zuivelfabriek. Het was de laatste molen die in de toenmalige gemeente Erp zou worden opgericht en de laatste die zou worden gesloopt.
De molen lag aan de toenmalige Aschstraat, die tegenwoordig De Roost heet, en niet ver van het dal van de Aa.

## Sloop
Een poging tot aankoop, in 1962 gedaan, mislukte toen de burgemeester van mening was dat de molen naar alle waarschijnlijkheid over twee jaar in elkaar zou ploffen, gezien de slechte staat waarin deze verkeerde, waarop de raad het voorstel afstemde.
De molen werd in oktober 1972 gesloopt, maar de onderdelen bleven bewaard en konden nog dienstdoen bij een eventuele latere restauratie.

## Herstel
Ook in 1991 werd een poging tot aankoop gedaan, maar men kon niet voldoende geld bij elkaar krijgen. In 2007 werd een stichting opgericht en werd door de gemeente Veghel een bedrag voor aankoop en restauratie beschikbaar gesteld. In 2010 kreeg 'Stichting korenmolen De Hoop Keldonk' in het kader van plattelandsontwikkeling ook subsidie van de provincie Noord-Brabant.

### Herbouw- en restauratieproject in twee fasen
Begin 2011 zijn vrijwilligers gestart met de eerste fase van het project; de restauratie van de stenen onderbouw. Dit werk was eind 2012 voltooid. De tweede fase, het vervaardigen van de houten bovenbouw met molenmechaniek, kon beginnen. In oktober 2016 was de houten achtkant in ruwe vorm gereed. Het werd op het molenerf afgebouwd en op de onderbouw geplaatst. Op 30 september 2017 werd de herbouwde kap op de achtkant geplaatst, waarna begonnen werd het molenmechaniek te herbouwen. Op 14 april 2018 werd de weer maalvaardige molen feestelijk in bedrijf gesteld.
De molen is op gezette tijden geopend voor publiek.